# One Financial Plaza (Providence)
One Financial Plaza, también conocida como Sovereign Bank Tower y anteriormente conocida como Hospital Trust Tower, es un rascacielos de estilo internacional que se encuentra a lo largo de la Plaza Kennedy en el Downtown de la ciudad de Providence, la capital del estado de Rhode Island (Estados Unidos). Con 125 m de altura, es el segundo edificio más alto de la ciudad y el estado, superado solo por el Industrial National Bank Building.

## Arquitectura
Diseñado por John Carl Warnecke & Associates, One Financial Plaza adopta la forma de un prisma rectangular con bordes verticales biselados. La fachada está revestida de hormigón prefabricado y travertino. La estructura está rematada con una amplia tapa de mampostería rodeada de luces que brillan de color blanco en la noche; los colores claros se cambian a verde y rojo para la temporada navideña, rojo para el Día de San Valentín y el Día de San José, y verde para el Día de San Patricio. Encima del techo del edificio se encuentra el helipuerto más alto del estado de Rhode Island.
La Hospital Trust Tower se construyó para albergar a la institución responsable de financiar el Rhode Island Hospital y se encuentra junto al Rhode Island Hospital Trust Building original.
William McKenzie Woodward, un conocido historiador de la arquitectura y miembro del personal de la Comisión de Herencia y Preservación Histórica de Rhode Island, no está de acuerdo estéticamente con el edificio, calificándolo de "una adición deslucida tanto a la calle como al horizonte" diciendo que su "contundente mass" se hace "más sin gracia" por su muro cortina de travertino a pesar de que es parte de los 3 grandes, la parte más reconocible del horizonte de Providence que también se ve a menudo en la serie de televisión Family Guy.

## Galería

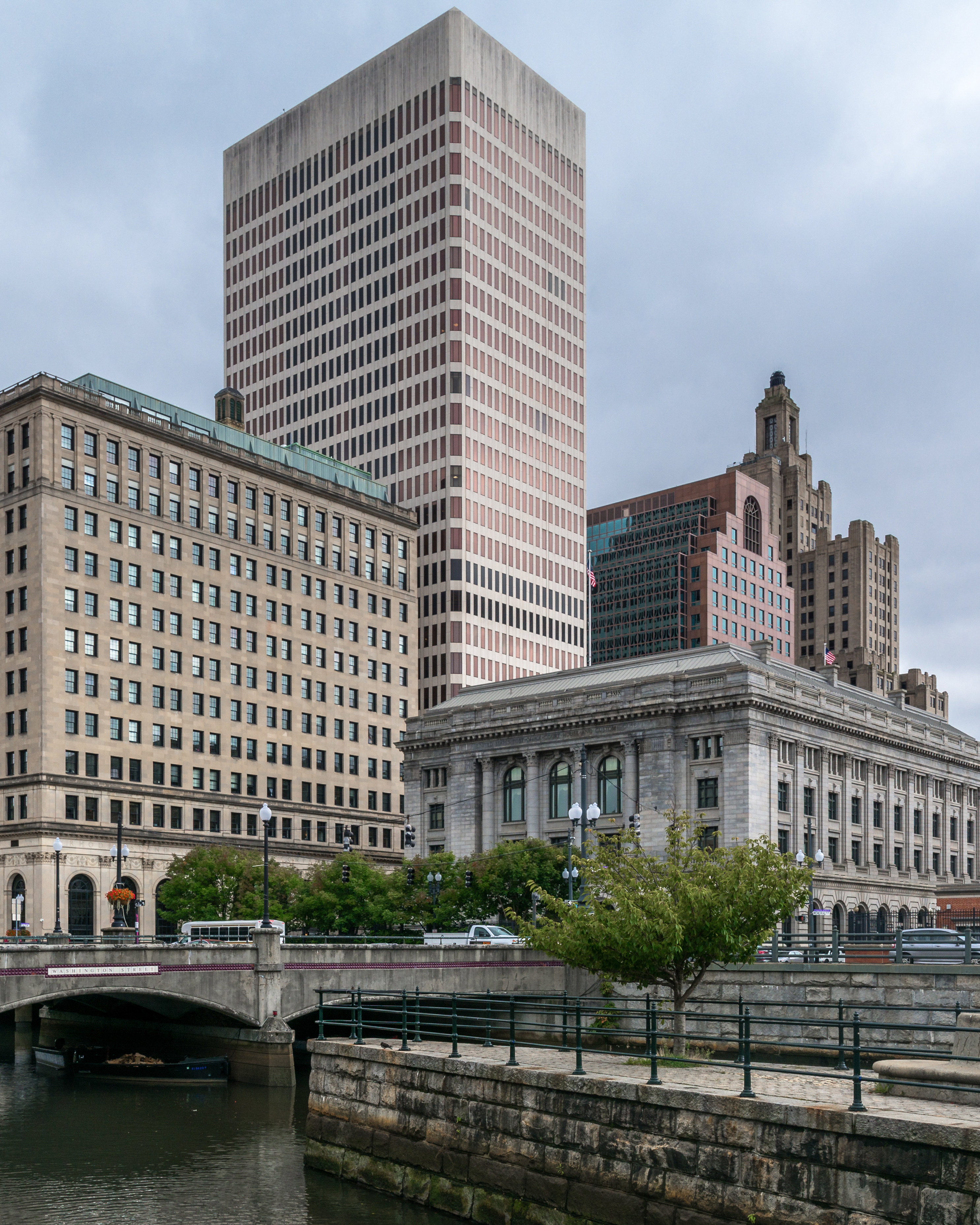
En el Downtown de Providence
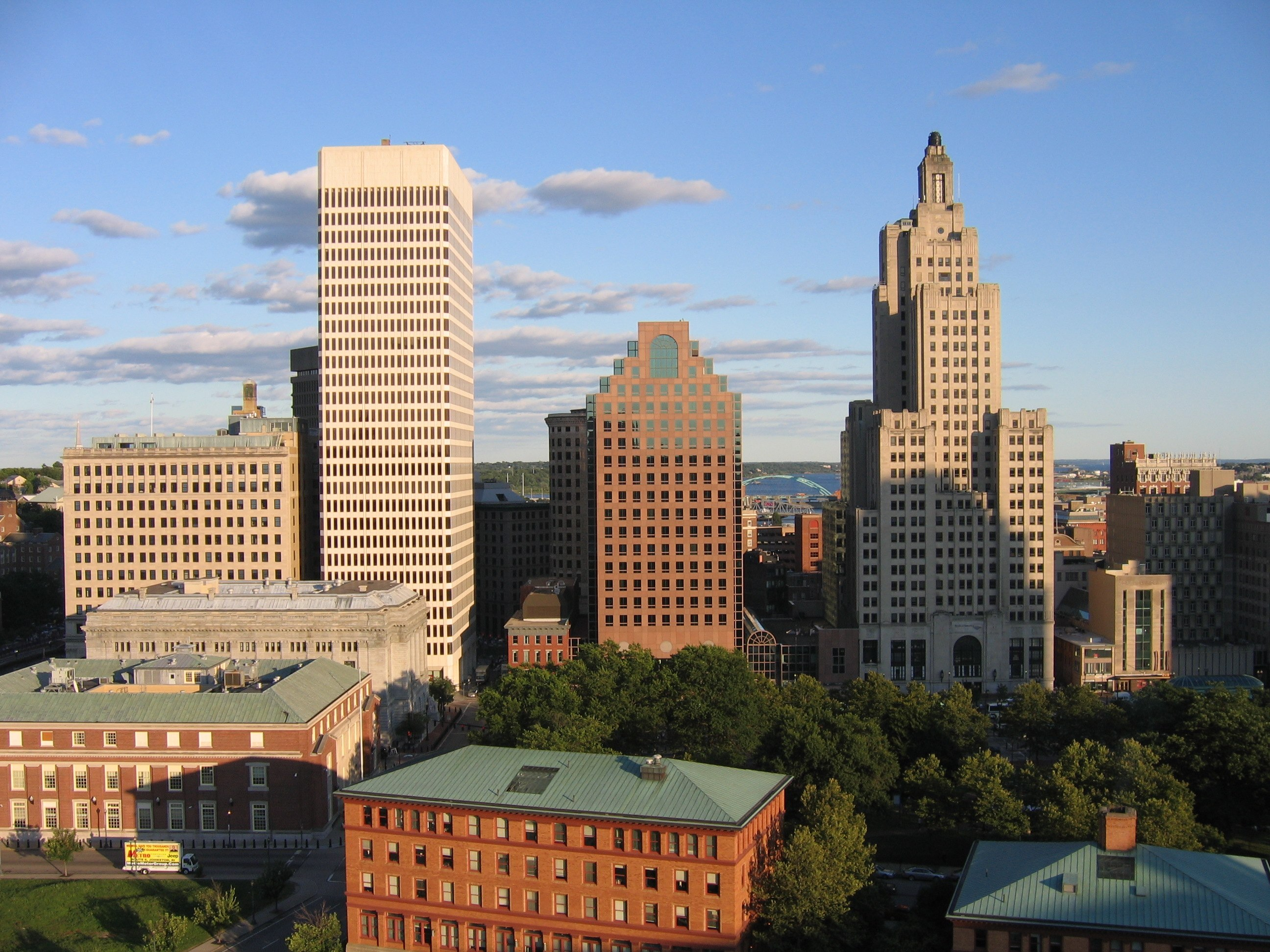
El edificio en skyline de Providence
El One Financial Plaza junto a otros de los edificios más altos de Providence